# 公益資本主義
公益資本主義（こうえきしほんしゅぎ、英: public interest capitalism）とは、欧米型の株主資本主義でも、中国型の国家資本主義でもない資本主義を指す、社会全体の利益つまり公益を追求する資本主義を称する概念である。原丈人が『21世紀の国富論』において提唱した。原丈人を最高顧問とする一般社団法人公益資本主義推進協議会が設立されている。
2021年に誕生した岸田文雄内閣が掲げる『新しい資本主義』の構想において、公益資本主義の一部の理念が言及されることがある。。

## 概要
公益資本主義とは、利益を求める欲望経済を利用しながらも、社会にとって有用な企業を全世界に生み出す流れを起こしていく経済システムを立ち上げようとする運動である。
具体的には
1. 世界の成長エンジンとなる新しい産業を起こす仕組みを作る。[4]
2. リスクをとって新産業に取り組むところに潤沢な資金が回る仕組みを作る。[4]
3. 民間による途上国への支援。[4]

などからなる。
株主資本主義は会社は株主のものであるが、それに対して公益資本主義では会社は社会全体の利益つまり公益を追求する。
原丈人は書籍『「公益」資本主義 英米型資本主義の終焉』にて下記を提案している。
- 会社は株主の物ではなくする（社中分配）
  - 株主資本主義では会社で使われない資本は配当および自社株買いで株主に戻されるが、余剰資本は従業員や顧客にも返されるべきであり、つまり公益にも使われるべきである。配当および自社株買いで使用する分の10%を従業員に分配することを義務化するべき。
  - 社外取締役によるコーポレート・ガバナンスが、経営陣が株主の利益に反する行動を行わないかと監視する目的で上場企業で設置されているが、会社を株主の物ではなくするために、株主のために働く社外取締役を廃止し、経営陣が公益のために働いているかどうかを監視する社外取締役を設置すべきである。
  - 経営者へのストックオプションを廃止する。経営者が株を持つことで株主のための経営を行ってしまう。
- 長期目線の経営のために株式の長期保有を促す（中長期投資）
  - 決算を四半期毎に開示するのは、投資家が3ヶ月単位で売買の判断を行ってしまうので、株式の長期保有を促すために、年1回だけの開示にする。
  - 時価会計原則と減損会計を禁止する。時価を株主に開示すると、経営陣による長期の投資が出来なくなるので、株主には時価を開示しない。
  - 保有期間が5年未満の株主は無議決権株式とする。5年以上保有して初めて議決権を持つ。
  - 株式の短期の保有は税率を39.6%にし、5年以上なら5%、10年以上なら非課税にする。
  - 日本では1999年に廃止された金融取引税（利益ではなく取引金額で課税）を復活させ、高頻度取引を不可能にする。書籍では直接触れられていないが、市場の流動性を高めるために、高頻度取引によるマーケットメイクが導入されているが、これも原丈人の趣旨からすると廃止すべきだと思われる。
- 新技術への投資減税（起業家精神・アントレプレナーシップ）
  - 5年以上かかる開発リスクのある新技術への投資を法人税額の10%を上限として損金参入できるようにする（書籍では所得税と書かれているが法人税の誤植）
- 英語支配とグローバリゼーションは終焉するべきであり、英語は勉強すべきではなく、自動翻訳機を使用すべきである。
- 国内総生産や国民総所得に代わる、長期的な利益を考慮に入れた経済指標を作成する。
- 先端医療国家戦略特別区域を作成し、治験の第2相試験（少人数で安全性と効果が確認された）が終わった段階で、特区内では使用を許可する。アメリカでも日本でも、どの国であっても、治験に物凄くコストがかかることを問題視している。特区では未承認薬が海外に先駆けて使用出来るので、世界から患者に来て頂き、治験の精度も増し、患者数の少ない病気も世界中から患者が集まることで治験が可能になる。

## 公益資本主義推進協議会
一般社団法人として2014年1月27日に設立、2月7日に発足記念式典が催され、7月14日には下村博文（当時文部科学大臣）、田坂広志（多摩大学教授・ソフィアバンク代表）などを招いて『これからの教育の「在り方」』と題する第1回シンポジウムを開催している。同社団は別途、「未来創造経営者フォーラム」を倫理研究所と共催し、成基塾代表佐々木喜一、都築学園グループ総長都築仁子などを招いたシンポジウムを開くなど教育問題に力を入れている。

## 公益資本主義議員連盟
2018年に岸田文雄を会長、二之湯武史を事務局長とする、公益資本主義議員連盟が設立された。